# 집 (1970년 드라마)
《집》은 1970년 6월 1일부터 1970년 9월 4일까지 방영된 MBC 일일연속극이다.

## 등장 인물
- 최불암
- 김영희
- 정애란
- 김자옥